# Introdução à genética
A Genética é a especialidade biológica que estuda os genes, e tenta explicar o que eles são e como eles trabalham. Genes são a maneira pela qual os organismos vivos herdam características de seus ancestrais; por exemplo, crianças usualmente se parecem com seus pais porque elas herdaram os genes dos pais. A genética tenta identificar quais características são herdadas, e explicar como estas características são transmitidas de geração para geração.
Em genética, uma característica de um ser vivo é chamada de traço ou fenótipo. Alguns traços são parte da aparência física de um organismo; tais como a cor dos olhos de uma pessoa, altura ou peso. Outros tipos de traços não são facilmente vistos e incluem tipos sanguíneos ou resistência a doenças. Alguns traços são herdados através de nossos genes, então pessoas altas e magras tendem a ter filhos altos e magros. Outros traços vêm de interações entre nossos genes e o meio, então uma criança pode herdar a tendência para ser alta, mas se ela for insuficientemente nutrida, ela ainda será baixa. A maneira que nossos genes e o meio interagem para produzir um traço pode ser complicada. Por exemplo, as chances de alguém morrer de câncer ou de uma doença do coração afiguram-se a depender de ambos, seus genes e seu estilo de vida.
Genes são feitos de uma longa molécula chamada de DNA, o qual é copiado e herdado através das gerações. O DNA é feito de unidades simples que se alinham em uma ordem particular dentro desta grande molécula. A ordem destas unidades carrega informação. A linguagem usada pelo DNA é chamada de código genético, o qual permite aos organismos ler a informação nos genes. Esta informação são as instruções para construir e operar um organismo vivo.
A informação dentro de um gene particular não é sempre exatamente a mesmo entre um organismo e outro, então diferentes cópias de um gene não dão sempre exatamente as mesmas instruções.  Cada forma única de um gene só é chamada de alelo. Como um exemplo, um alelo para a cor do cabelo poderia instruir o corpo a produzir muito pigmento, produzindo cabelo preto, enquanto um alelo diferente poderia dar instruções ilegíveis que falham em produzir qualquer pigmento, formando cabelo branco. Mutações são mudanças aleatórias nos genes, e podem criar novos alelos. Mutações também podem produzir novos traços, tal como quando mutações a um alelo para cabelo preto produzem um novo alelo para cabelo branco. Esta aparição de novos traços é importante na evolução.

## Herança na biologia

### Genese e herança

Uma seção de DNA;é a sequência de unidades parecidas com placas (nucleotídeos) adenina, timina, citosina, guanina, e no centro carrega informações.

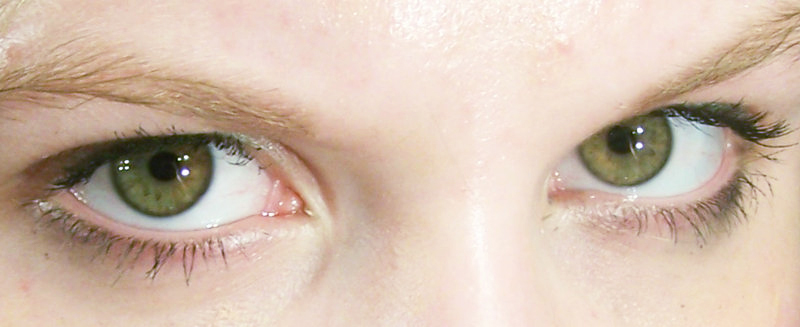
Olhos verdes são um traço recessivo.

Genes são herdados como unidades, com dois progenitores partilhando duas cópias de seus genes para sua prole. Pode-se pensar neste processo como misturar duas mãos de cartas, embaralhando-as, e então reparti-las novamente. Humanos possuem duas cópias de cada um de seus genes (i.e., dois alelos) e quando as pessoas se reproduzem elas fazem cópias de seus genes e os põem em óvulos ou espermatozoides, mas apenas põem uma cópia de cada tipo de gene. Quando um óvulo se junta a um espermatozoide, forma uma criança com um conjunto completo de genes. Esta criança terá o mesmo número de genes que seus pais, mas uma de suas  cópias virá de seu pai, e uma de sua mãe.
Os efeitos desta mistura dependem dos tipos (os alelos) do gene em que se está interessado. Se o pai tiver dois alelos para olhos verdes, e a mãe tiver dois alelos para olhos castanhos, todos seus filhos receberão dois alelos que dão diferentes instruções, um para olhos verdes e um para castanhos. A cor dos olhos destas crianças depende de como estes alelos trabalham juntos. Se um alelo passa por cima das instruções do outro, é chamado de alelo dominante, e o alelo ignorado é chamado de alelo recessivo. No caso de uma filha com ambos alelos verde e castanho, o castanho é dominante e ela termina com olhos castanhos.
Embora o alelo de cor verde ainda está lá nesta menina de olhos castanhos, ele não se mostra. Esta é a diferença entre o que se vê na superfície (os traços de um organismo, chamado de seu fenótipo) e os genes dentro do organismo (seu genótipo). Neste exemplo se pode chamar o alelo castanho de "V" e o alelo verde de "v". (É normal escrever alelos dominantes com letras maiúsculas e recessivos com letras minúsculas da inicial do alelo recessivo). A filha de olhos castanhos tem o "fenótipo de olhos castanhos" mas seu genótipo é Vv, com uma cópia do alelo V e uma do alelo v.
Agora imagina que esta mulher cresce e tem filhos com um homem de olhos castanhos que também tem um genótipo Vv. Os óvulos dela serão uma mistura de dois tipos, uma variedade contendo o alelo V, e uma variedade o alelo v. Similarmente, seu parceiro produzirá uma mistura de dois tipos de espermatozoides contendo um ou o outro destes dois alelos. Agora, quando os alelos forem misturados em sua prole, estas crianças terão uma chance de receber genes ou castanhos ou verdes, desde que eles poderiam receber um genótipo de VV = olhos castanhos, Vv = olhos castanhos ou vv = olhos verdes. Nesta geração, há portanto uma chance de o alelo recessivo se mostrar no fenótipo das crianças - algumas delas podem ter olhos verdes feito seu avô.
Muitos traços são herdados em uma maneira mais complicada do que o exemplo acima. Isto pode acontecer quando há vários genes envolvidos, cada um contribuindo em uma pequena parte para o resultado final. Pessoas altas tendem a ter filhos altos porque seus filhos recebem um pacote de muitos alelos que cada um contribui um pouco para quanto elas crescerão. Entretanto, não há grupos claros de "pessoas baixas" e "pessoas altas", feito há grupos de pessoas com olhos castanhos ou verdes. Isto acontece por causa do grande número de genes envolvido; isto faz o traço muito variável e pessoas são de muitas alturas diferentes. Herança também pode ser complicada quando o traço depende da interação entre a genética e o meio. Isto é consideravelmente comum, por exemplo, se uma criança não come alimentos nutritivos bastantes, isto não mudará traços feito cor dos olhos, mas pode tolher seu crescimento.

### Doenças herdadas
Algumas doenças são hereditárias e seguem em famílias; outras, tais como doenças infecciosas, são causadas pelo ambiente. Outras vêm de uma combinação dos genes com o ambiente. Anomalias genéticas são doenças que são causadas por um alelo só de um gene e são herdadas em família. Estas incluem a doença de Huntington, fibrose cística ou distrofia muscular de Duchenne. A fibrose cística, por exemplo, é causada por mutações em um gene só chamado de CFTR e é herdado como um traço recessivo.
Outras doenças são influenciadas pela genética, mas os genes que uma pessoa recebe de seus pais apenas mudam sem risco de pegar uma doença. As mais destas doenças são herdadas de uma maneira complexa, com ou múltiplos genes envolvidos, ou vindo de ambos genes e o meio. Como um exemplo, o risco de câncer de mama é 50 vezes mais alto em famílias as mais em risco, comparado a famílias as menos em risco. Esta variação ocorre provavelmente devido a um grande número de alelos, cada um mudando o risco um pouco. Vários dos genes foram identificados, tais como o BRCA1 e o BRCA2, mas não todos deles. Entretanto, embora alguns dos riscos sejam genéticos, o risco deste câncer também é incrementado tendo excesso de peso, bebendo muito álcool e não se exercitando. O risco de câncer de mama de uma mulher portanto vem de um grande número de alelos interagindo com seu meio, então é muito difícil predizer qualquer coisa.

## Como genes trabalham

### Genes fazem proteínas
A função dos genes é prover as informações necessárias a fazer moléculas chamadas de proteínas em células. Células são as menores partes independentes de organismos: o corpo humano contém cerca de 100 trilhões de células, enquanto organismos muito diminutos feito bactérias são apenas uma célula só. Uma célula é feito uma fábrica em miniatura muito complexa que pode fazer todas as partes necessárias para produzir uma cópia de si, o que acontece quando células se dividem. Há uma divisão simples de labor nas células - genes dão instruções e proteínas cumprem estas instruções, incumbências feito construir uma nova cópia da célula ou reparar danos. Cada tipo de proteína é um especialista que faz apenas um trabalho, então se uma célula precisa fazer algo novo, ela deve fabricar uma nova proteína para este trabalho. Similarmente, se uma célula precisa fazer algo mais rápido ou mais devagar que antes, ela faz mais ou menos das proteínas responsáveis. Genes contam a células o que fazer dizendo quais proteínas fabricar e em que quantidades.

Os genes são expressos ao sofrerem transcrição e o RNA resultante é depois traduzido numa proteína.

As proteínas são feitas de uma cadeia de 20 tipos diferentes de moléculas de aminoácidos. Esta cadeia se entrelaça em uma forma compacta, um pouco como uma bola desarrumada de barbante. A forma da proteína é determinada pela sequência de aminoácidos ao longo de sua cadeia e é esta forma que, por sua vez, determina o que a proteína fará. Por exemplo, algumas proteínas possuem partes de sua superfície que combinam perfeitamente com a forma de outra molécula, permitindo à proteína se ligar a esta molécula muito firmemente.
A informação no DNA é mantida na sequência das unidades que se repetem ao longo da cadeia de DNA. Estas unidades são quatro tipos de nucleotídeos (A, T, G e C) e a sequência de nucleotídeos guarda informações em um alfabeto chamado de código genético. Quando um gene é lido por uma célula a sequência do DNA é copiada para uma molécula muito similar chamada de RNA (este processo é chamado de transcrição). A transcrição é controlada por outras sequências de DNA (tais como promotores), os quais mostram à célula onde os genes estão, e controlam com que frequência eles são copiados. A cópia de RNA feita de um gene é em seguida alimentada através de uma estrutura chamada de ribossomo, a qual traduz a sequência de nucleotídeos no RNA para a sequência correta de aminoácidos e combinam estes aminoácidos juntos para fazer uma cadeia completa de proteínas. A nova proteína então se dobra para sua forma ativa. O processo de mover informações da linguagem do DNA para a linguagem dos aminoácidos é chamada de tradução.

Replicação do DNA. O DNA desenrola-se e os nucleótidos são emparelhados para fazer duas novas cadeias.

Se a sequência dos nucleotídeos num gene muda, a sequência dos aminoácidos na proteína que ela produz pode mudar também - se parte de um gene for apagada, a sequência de aminoácidos na proteína será mais curta poderá não trabalhar mais. Esta é a razão pela qual diferentes alelos de um gene podem ter diferentes efeitos em um organismo. Como um exemplo, a cor do cabelo depende de quanto da substância negra chamada de melanina é colocada no cabelo à medida que ele cresce. Se uma pessoa tem um conjunto normal dos genes envolvidos em fazer melanina, eles fazem todas as proteínas necessárias e elas fazem crescer cabelo preto. No entanto, se os alelos para uma proteína particular têm sequências diferentes e produzem proteínas que não conseguem realizar suas funções, melanina alguma será produzida e o cabelo será branco. Esta condição é chamada de albinismo e a pessoa com esta condição é chamada de albino.

### Genes são copiados
Genes são copiados cada vez que uma célula se divide em duas novas células. O processo que copia DNA é chamado de replicação de DNA. É através de um processo similar que uma criança herda os genes de seus pais, quando uma cópia da mãe é misturada com uma cópia do pai.
O DNA pode ser copiado muito facilmente e acuradamente porque cada pedaço de DNA pode dirigir a criação de uma nova cópia de sua informação. Isto é porque o DNA é feito de dois cordões que se emparelham juntos como os dois lados de um zíper. Os nucleotídeos estão no centro, como os dentes no zíper, e se emparelham para manter os dois cordões juntos. Importantemente, os quatro tipos diferentes de nucleotídeos são formas diferentes, então a fim de os cordões ficarem próximos propriamente, um nucleotídeo A deve ir diante de um nucleotídeo T, e um G' diante de um C. Este emparelhamento exato é chamado de par de bases.
Quando o DNA é copiado, os dois cordões do DNA velho são puxados ao lado por enzimas as quais se movem ao longo de cada um dos dois cordões sozinhos emparelhando novas unidades de nucleotídeos e então zipando os cordões juntos. Isto produz duas novas peças de DNA, cada uma contendo um cordão do DNA velho e um cordão novo. Este processo não é perfeito e às vezes as proteínas se enganarão e porão o nucleotídeo errado no cordão que elas estão construindo. Isto causa uma mudança na sequência desse gene. Estas mudanças na sequência do DNA são chamadas de mutações. Mutações produzem novos alelos de genes. Às vezes estas mudanças fazem o gene parar de trabalhar corretamente, feito os genes da melanina discutidos acima. Em outros casos estas mutações podem mudar o que o gene faz ou mesmo deixá-lo fazer seu trabalho um pouco melhor que antes. Estas mutações e seus efeitos nos traços dos organismos são uma das causas da evolução. 